# 拉里默爾縣 (科羅拉多州)
拉里默爾县（英語：Larimer County）是美国科羅拉多州北部的一個縣，北鄰怀俄明州，面積6,822平方公里。根據2020年美國人口普查，共有人口35萬9,066人。縣治科林斯堡（Fort Collins）。該縣成立於1861年11月1日，是該州最早成立的十七個縣之一。縣名紀念丹佛的創建人小威廉·拉里默爾（William Larimer, Jr.）。